# Pavlivka, Hlobîne
Pavlivka (în ucraineană Павлівка) este un sat în comuna Jukî din raionul Hlobîne, regiunea Poltava, Ucraina.

## Demografie
Componența lingvistică a localității Pavlivka
     Ucraineană (92,05%)
     Rusă (3,97%)
     Română (3,31%)
     Alte limbi (0,66%)
Conform recensământului din 2001, majoritatea populației localității Pavlivka era vorbitoare de ucraineană (92,05%), existând în minoritate și vorbitori de rusă (3,97%) și română (3,31%).